# Эмблема Джибути
Печать Джибути — один из государственных символов Джибути наряду с девизом, флагом и гимном. Создана 25 июня 1977 года, незадолго до получения страной независимости от Франции, современные положения по изображению и использованию утверждены законом № 91/AN/00/4 от 10 июля 2000 года.

## Описание
Согласно конституции Джибути (принята 15 сентября 1992 года), символами государства являются: девиз ("Unité-Egalité-Paix" - фр. "Единство-Равенство-Мир"), флаг (в конституции называется "emblème" - фр."эмблема"), печать и гимн. Девиз и флаг описываются в конституции, печать и гимн только упоминаются, но не описываются. В конституции говорится, что печать и гимн определяются соответствующим законом.
В настоящее время печать государства определяется законом, принятом 10 июля 2000 года. Текст закона гласит:
|                                                                                         | Article 1er : Le sceau de la République de Djibouti est représenté par une couronne de lauriers à l'intérieur de laquelle figurent un bouclier et une lance surmontée d'une étoile à cinq branches. Le bouclier et la lance sont entourés de part et d'autre par deux mains tenant chacune le poignard traditionnel djiboutien. Article 2 : La couronne de lauriers est représentative de la paix reconnue au peuple djiboutien après sa victoire lors de l'accession à l'indépendance le 27 juin 1977. Le bouclier, la lance et l'étoile symbolisent la défense de la souveraineté nationale et de l'intégrité du Territoire. Les deux poignards traditionnels tenus par deux mains symbolisent la culture et les traditions du peuple comme fondement de la Solidarité Nationale. |  | Статья 1: Печать Республики Джибути представляет собой лавровый венок, внутри которого изображены щит и копье, увенчанные пятиконечной звездой. По краям от копья со щитом изображены две руки, каждая из которых держит традиционный джибутийский кинжал. Статья 2: Венок из лавра символизирует мир, дарованный народу Джибути после обретения независимости 27 июня 1977 года. Щит, копье и звезда - защиту национального суверенитета и целостности территории. Два традиционных кинжала, удерживаемых двумя руками, символизируют культуру и традиции народа, лежащие в основе национального единства. |  |
| Loi n° 91/AN/00/4ème L du 10 juillet 2000 portant définition du sceau de la République. | |  | |  |

## История и истоки символики

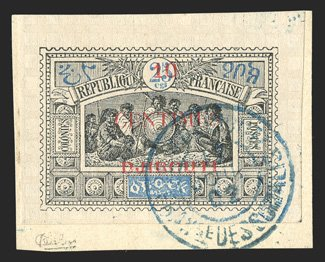
Марка, изображающая воинов из Обока (Французский берег Сомали, 1902). В руках у воина в центре характерный круглый щит.

8 мая 1977 года в колонии Французская территория афар и исса был проведён референдум по вопросу о независимости, в котором приняли участие 96% избирателей, из них 77,2% проголосовали за независимость; одновременно состоялись выборы в новую палату депутатов. Новое государство было провозглашено в полночь на 27 июня 1977 года и стало именоваться Республика Джибути.
25 июня 1977 г. премьер-министр Французской территории афаров и исса Хасан Гулид Аптидон, вскоре ставший президентом Джибути, утвердил флаг и герб нового государства.
Национальная эмблема Джибути была создана художником Хассаном Робле. Эмблема основывается на традиционном для региона оружии - кинжале, круглом щите и копье. Под определение "традиционный кинжал" попадает jile (или qolxad), уникальный для Африканского рога кинжал, имеющий большое значение для населяющих Джибути народов. Широко распространено мнение, что две руки с кинжалами символизируют две основные этнические группы страны — афаров и исса.